# Ишов, Акрам
Акрам Ишов (род. 1978) — узбекский самбист и тренер, чемпион Узбекистана по самбо 2002, 2003 и 2005 годов, чемпион Азии 2005 года, бронзовый призёр чемпионатов мира по самбо 2003 и 2008 годов в Санкт-Петербурге и 2004 года в Кишинёве. По самбо выступал во второй полусредней (до 74 кг) и первой средней (до 82 кг) весовых категориях. Проживает в городе Самарканд. Работает тренером по самбо местной спортивной школы высшего мастерства.